# Pidżama Porno
I Pidżama Porno sono un gruppo punk rock polacco formatosi nel 1987 a Poznań.

## Formazione
- Krzysztof "Grabaż" Grabowski – voce
- Andrzej "Kozak" Kozakiewicz – chitarra
- Slawek "Dziadek" Mizerkiewicz – chitarra
- Julian "Julo" Piotrowiak – basso
- Rafal "Kuzyn" Piotrowiak – batteria

## Discografia
| Anno | Titolo                                  | Etichetta    |
| ---- | --------------------------------------- | ------------ |
| 1989 | Ulice jak stygmaty                      | Lewy Front   |
| 1990 | Futurista                               | Mami         |
| 1994 | Zamiast burzy                           | Mami         |
| 1997 | Złodzieje zapalniczek                   | S.P. Records |
| 1998 | Styropian                               | S.P. Records |
| 1999 | Ulice jak stygmaty - absolutne rarytasy | S.P. Records |
| 2001 | Marchef w butonierce                    | S.P. Records |
| 2004 | Bulgarskie Centrum                      | S.P. Records |
| 2007 | Zlodzieje zapalniczek - reedycja        | S.P. Records |
| 2009 | Styropian - reedycja                    | S.P. Records |